# Bispedømmet Ratzeburg
Bispedømmet Ratzeburg blev stiftet i 1154 af Henrik Løve og opnåede i 1236 rigsumiddelbarhed. I 1648 blev bispedømmet ophævet og overdraget som arveligt fyrstendømme til hertug Adolf Frederik 1. af Mecklenburg-Schwerin som erstatning for afståelsen af Wismar.

## Historie
Ratzeburg var en af de stifter, som blev dannet ca. 1050 af ærkebiskop Adalbert af Hamburg, der udnævnte Skt. Aristo, der netop var vendt tilbage fra Jerusalem, til det nye stift. Aristo synes at have været en omvandrende missionerende biskop. I 1066 rejste de hedenske vendere sig mod deres tyske overherrer, og den 15. juli 1066 siges Sankt Ansverus, abbed af Skt. George, Ratzeburg (ikke det senere kloster med det samme navn), og flere af hans munke at være blevet stenet til døde. Det var først i 1154, at Henrik Løve, hertug af Sachsen, og Hartwich I, daværende ærkebiskop i Hamburg, genopbyggede det biskoppelige stift Ratzeburg, og Evermodus blev dets første biskop. En discipel af Sankt Norbert og provost af klosteret Vor Frue ved Magdeburg, Evermodus var, som mange af hans efterfølgere, en præmonstratenser. I 1157 blev et kapitel knyttet til Ratzeburg katedral af Hadrian IV.
I 1236 blev biskop Peter af den tysk-romerske kejser Frederik II tidsmæssigt overdraget jurisdiktion over landet Butin og en række landsbyer uden for Fyrstendømmet Ratzeburg, hvilket gjorde det til et fyrstbispedømme. De efterfølgende fyrstbiskopper beholdt denne kompetence på trods af de hyppige forsøg, som hertugerne af Sachsen-Lauenburg gjorde for at fratage dem det.
Katedralen i Ratzeburg stammer fra begyndelsen af det 12. århundrede. Den blev restaureret, og tilføjelser blev foretaget den i det 15. århundrede. Katedralen og tilknyttede områder såsom kapitlet og yderligere biskoppelige herregårde dannede domkirkens immunitetsdistrikt, en ekstraterritorial enklave af fyrstbispedømmet Ratzeburg i byen Ratzeburg, ellers hørte til Sachsen-Lauenburg. Stiftet indeholdt også en række andre smukke kirker i Mölln, Wismar, Büchen og andre steder.
Udover katedralkapitlet i Ratzeburg med dets stadsfoged eller dekan og tolv kanoniske områder, var der i bispedømmet de benediktinske klostre for Skt. George i Ratzeburg (genoprettet i 1093), og Wismar, hvor benediktinere bortviste fra Lübeck grundlagde et kloster i 1239; også klostre under samme orden i Eldena grundlagt i 1229 af biskop Godskalk i Ratzeburg, og brændt i 1290, ved Rehna grundlagt i 1237 af fyrstbiskoppen Ludolfus, og i Zarrentin grundlagt i 1243. Der var også franciskanere (1251) og dominikanere (1293) ved Wismar.
I 1504, under fyrstbiskoppen Johann V von Parkentin, blev præmonstratensernes kanoniske områder i Ratzeburg Domkirke, med pavelige samtykke, omdannet til sekulære kanoniske områder.
Fyrstbiskop Georg von Blumenthal (1524-1550), der stred med Thomas Aderpul, var den sidste katolske biskop. I 1552 blev domkirken plyndret af grev Volrad von Mansfeld. I 1554 konverterede dekanen og kapitlet til lutheranismen. Katedralen har siden været en proto-katedral og er ejet af en luthersk menighed under den Nord-elbiske Evangelisk-lutherske kirke. Også de fleste andre kirker i de tidligere stifts område huser lutherske menigheder i dag tilhører den Nord Elbiske eller den evangelisk-lutherske statskirke i Mecklenburg.
Efter 1554 valgte det nu lutherske kapitel lutherske fyrster, der manglede enhver kanonisk kvalifikation, som administratorer af fyrstbispedømmet. Kapitlet ignorerede bevidst de hertugelige Sachsen-Lauenburgske kandidater, sønner af hertugen, af frygt for, at fyrstbispedømmet derefter ville blive indlemmet i Sachsen-Lauenburg. Fyrstbispedømmet blev derefter sekulariseret i 1648 i forbindelse med Den Westfalske Fred, omdannet til Fyrstendømmet Ratzeburg under kontrol af hertugerne af Mecklenburg. I 1701 blev fyrstendømmet en enklave af Mecklenburg-Strelitz.
Ved begyndelsen af det 20. århundrede omfattede bispedømmets historiske område i det tyske rige Hertugdømmet Lauenburg, biskoppens eget Fyrstendømmet Ratzeburg i Mecklenburg-Strelitz, og den vestlige del af Mecklenburg-Schwerin, herunder Wismar, men ikke Schwerin. Hele området blev senere indlemmet i Osnabrück Stift og udgør siden 7. januar 1995 en del af den nye katolske ærkebispedømme i Hamburg, med de fleste af nutidens katolske kirker i området bygget siden det 19. århundrede.

## Biskopper
- Aristo — c. 1051
- Evermode — 1154–1178
- ledigt — 1178–1180
- Isfried — 1180–1204
- Philipp — 1204–1215
- Heinrich I — 1215–1228
- Lambert von Barmstede — 1228
- Gottschalk — 1229–1235
- Petrus — 1236
- Ludolph I af Ratzeburg — 1236–1250
- Friedrich — 1250–1257
- Ulrich von Blücher — 1257–1284
- Konrad — 1284–1291
- Hermann von Blücher — 1291–1309
- Marquard von Jossow — 1309–1335
- Volrad	von dem Dorne — 1335–1355
- Otto von Gronow — 1355–1356
- Wipert	von Blücher — 1356–1367
- Heinrich II. von Wittorf — 1367–1388
- Gerhard Holtorp — 1388–1395
- Detlef	von Berkentin — 1395–1419
- Johannes I. von Trempe — 1419–1431
- Pardam	von dem Knesebeck — 1431–1440
- Johannes II. Prohl — 1440–1454
- Johann III. von Preen — 1454–1461
- Ludolf II. af Ratzeburg — 1461–1466
- Johannes IV. Stalkoper — 1466–1479
- Johannes V. von Berkentin — 1479–1511
- Heinrich III. Bergmeier — 1511–1524
- Georg von Blumenthal — 1524–1550
- Christopher I von der Schulenburg (Protestant) — 1550–1554

1554 Protestantisk reformation